# 1670 (Fernsehserie)
1670 ist eine polnische Historienserie im Stil einer modernen Mockumentary, die den Alltag der Menschen im ländlichen Polen des 17. Jahrhunderts karikiert.

## Handlung
Protagonisten der auf Netflix veröffentlichten Produktion sind Jan Paweł Adamczewski, ein von Bartłomiej Topa gespielter und traditionell gekleideter polnischer Landadeliger, sowie sein buntes Gefolge aus eigensinnigen Verwandten und ambitionierten Leibeigenen. In insgesamt acht Folgen kämpfen diese mit den teils absurden Herausforderungen ihres jeweiligen Standes oder Geschlechts, wodurch auch Bezüge zu Diskursen der Gegenwart hergestellt werden. Besonders persifliert wird dabei der im 17. Jahrhundert in Polen vorherrschende Sarmatismus.

## Produktion
Schauplatz ist in erster Linie das tatsächlich existierende Dorf Adamczycha im Landkreis Ostrołęka, in dem der Kontrast der jeweiligen gesellschaftlichen Gruppe der aristokratischen Republik vorgeführt wird. Gedreht wurde die in polnischen Medien durchweg positiv aufgenommene Produktion im Freilichtmuseum von Kolbuszowa.
Zeitgleich zur Veröffentlichung in polnischer Fassung erschien die Produktion am 13. Dezember 2023 auch in deutscher Synchronisation.

## Episodenliste
Die komplette Staffel wurde am 13. Dezember 2023 auf Netflix sowohl im Original als auch auf Deutsch erstveröffentlicht.
| Nr. (ges.) | Nr. (St.) | Deutscher Titel | Originaltitel  |
| ---------- | --------- | --------------- | -------------- |
| 1          | 1         | Die Versammlung | Sejmik         |
| 2          | 2         | The Estate      | Folwark        |
| 3          | 3         | Spring          | Wiosna         |
| 4          | 4         | Equality March  | Marsz równości |
| 5          | 5         | The Plague      | Dżuma          |
| 6          | 6         | The Duel        | Pojedynek      |
| 7          | 7         | The Hunt        | Polowanie      |
| 8          | 8         | The Wedding     | Wesele         |